# エイミー・カーター
エイミー・リン・カーター（Amy Lynn Carter, 1967年10月19日 - ）は、第39代アメリカ合衆国大統領のジミー・カーターとファーストレディのロザリン・カーターの娘である。カーター政権下ではホワイトハウスに住んでいたことから幼少期から脚光を浴びていた。

## 生い立ちと教育
エイミー・カーターは1967年10月19日にジョージア州プレーンズで生まれた。彼女の父は1970年にジョージア州知事、1976年にアメリカ合衆国大統領に選出された。父が知事に選出するまでにはプレインズで育ち、選出後はアトランタのジョージア州知事公邸に家族で移り住んだ。父が大統領に選出された9歳の時にホワイトハウスに移り住んだ。
カーターはホワイトハウスでの4年間はワシントンの公立学校に通った。最初はスティーブンス小学校、次はローズ・ハーディ中学校に通った。
父の大統領職後にカーターはアトランタに移り、カレッジパークのウッドワード・アカデミーで高校最終学年を迎えた。彼女は1982年夏期には上院奉仕係を務めていた。カーターはブラウン大学に進学したが、「授業についていけなかった」ために1987年に退学となった。その後彼女はメンフィス美術大学でBFA、1996年にニューオーリンズのテュレーン大学で美術史の修士号を取得した。

## ホワイトハウスでの生活

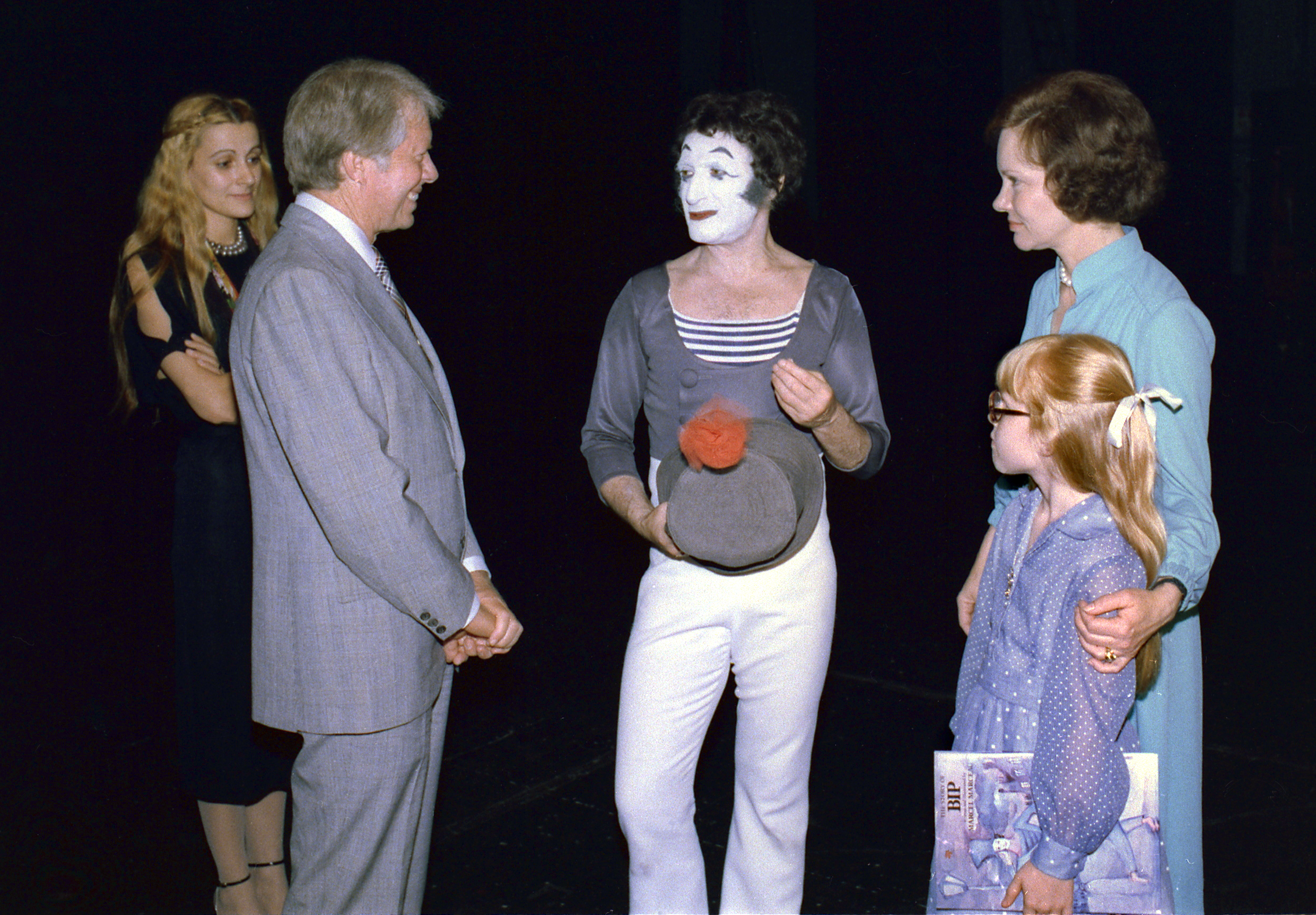
エイミー・カーターとジミー・カーター、ロザリン・カーター、マルセル・マルソー（1977年6月16日）

1977年1月、9歳のカーターのホワイトハウスでの4年間の生活が始まった。1960年代初頭のジョン・F・ケネディ大統領時代以来、幼い子供がホワイトハウスに住むことはなかったため、この時期に彼女は多くのメディアの注目を集めた（カーター以降も1993年1月のビル・クリントン就任後のチェルシーの入居までなかった）。
ホワイトハウス居住中にカーターはミスティ・マラーキー・イン・ヤン（Misty Malarky Ying Yang）というシャム猫を飼っていたが、これ以降ホワイトハウスに猫が住むのはビル・クリントンが飼っていたソックスまで待つこととなる。またカーターは移民からスリランカの象を譲り受け、これはワシントンD.C.の国立動物園に寄贈された。カーターはスティーブンス小学校やローズ・ハーディ中学校といった公立学校に通っていた。

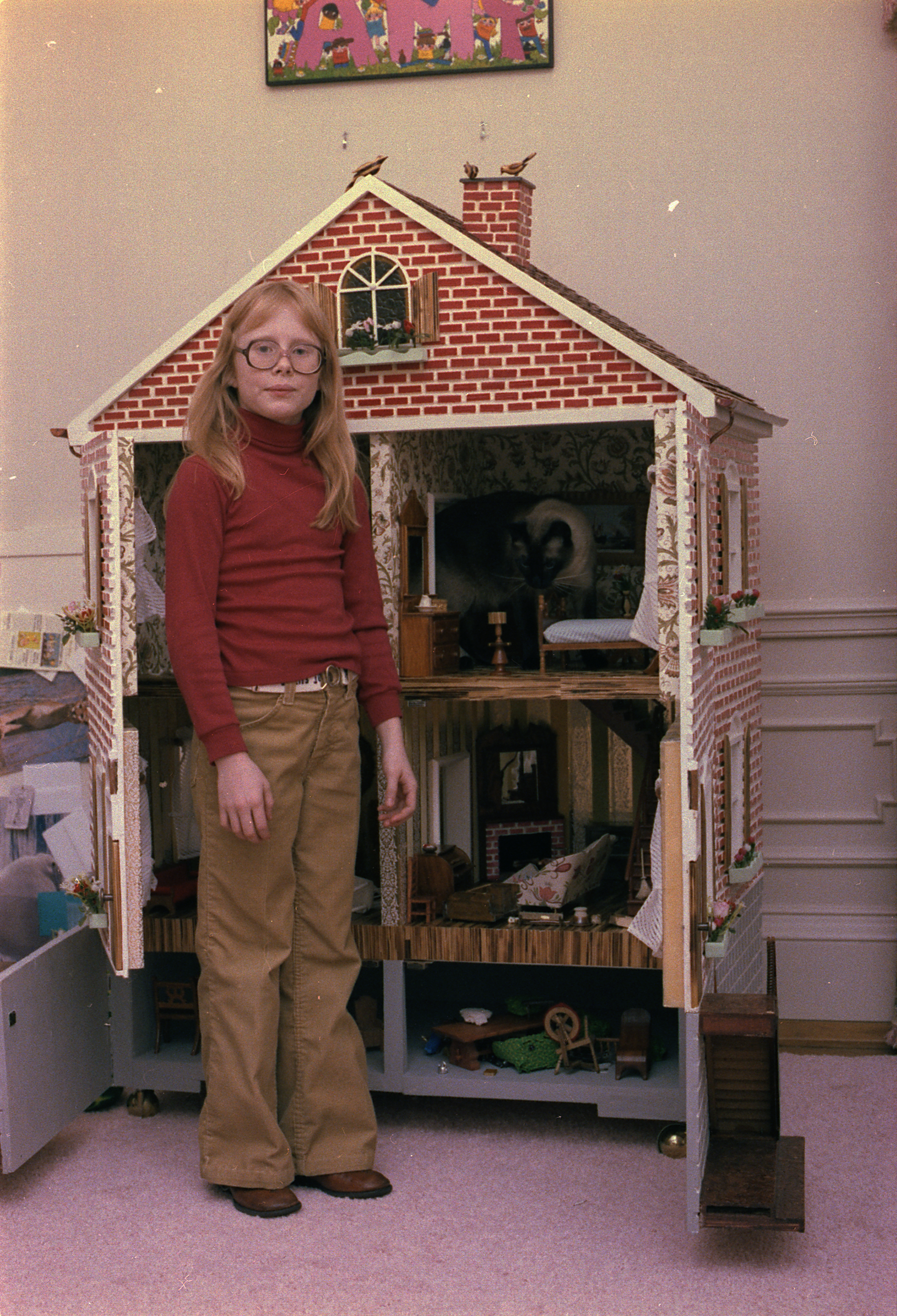
ホワイトハウス内でのカーターとドールハウス（1978年）

カーターはホワイトハウスのイーストルームをローラースケートで移動し、南庭にはツリーハウスを持っていた。彼女はツリーハウスに友人を招いてパジャマパーティを開き、その様子は地上からシークレットサービスにより地上から監視されていた。
1971年の父の州知事時代から大統領職が終わるまでのほとんどのあいだ、殺人で有罪判決を受け、後に無罪・恩赦となり、ジョージア州刑務所の出所プログラムを受けていたアフリカ系アメリカ人女性のメアリー・プリンスが彼女のナニーを務めていた。
カーターは後年のチェルシー・クリントンの時のようなメディアによる「無干渉」の扱いを受けなかった。父は1980年の大統領選挙におけるロナルド・レーガンの討論会の際に娘に言及し、彼女にこの選挙で最も重要な問題は何かを尋ねたところ「核兵器の管理」と答えたと述べた。
かつて記者からアメリカの子供たちに何かメッセージはないかと質問された際に彼女は記者の目を正視し、少しの間考えた末に「無い」と答えた。

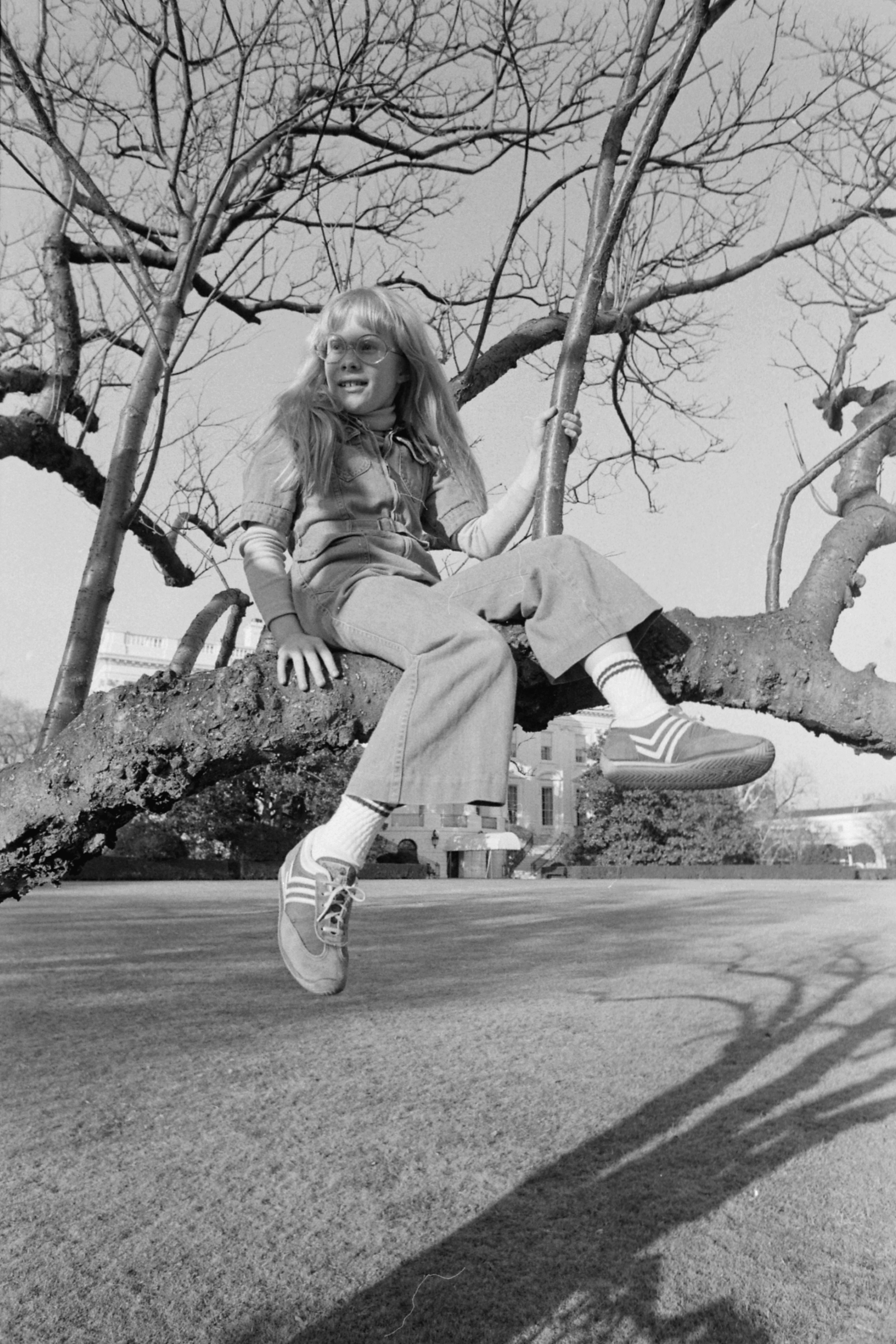
ホワイトハウスの木で遊ぶカーター（1977年）

1977年2月21日、カナダ首相のピエール・トルドーを招いたホワイトハウスの国賓晩餐会で父とトルドーがフォーマルな乾杯を交わしている間、9歳の彼女は『ガラスの大エレベーター』と『The Story of the Gettysburg Address』を読んでいた。

## 政治的活動
ホワイトハウス後のカーターは政治活動家として知られるようになった。1980年代から1990年代初頭にかけての彼女は南アフリカのアパルトヘイトや中央アメリカに対するアメリカ政府の外交方針の変更を求めての座り込みや抗議活動に参加した。彼女は活動家のアビー・ホフマンら13人と共にマサチューセッツ大学アマースト校でのCIA雇用に抗議するための1986年のデモで逮捕された。彼女はマサチューセッツ州ノーサンプトンで行われた裁判で全ての容疑で無罪を勝ち取った。1960年代のシカゴ・セブン裁判でホフマンの弁護を担当していた弁護士のレナード・ワイングラスは緊急避難の理論を展開し、CIAは中央アメリカなどのホットスポットで犯罪活動に関与しているため、キャンパス内での勧誘を妨害することは燃え盛るビルへの不法侵入に等しいと主張して無罪に導いた。

## 私生活
カーターは1995年に出版された父が書いた児童書『The Little Baby Snoogle-Fleejer』の挿絵を担当した。
1996年9月、カーターはテュレーン大学在学中に知り合ったコンピュータ・コンサルタントのジェームズ・グレゴリー・ウェンツェル（James Gregory Wentzel）と結婚した。ウェンツェルはカーターがパートタイムで働いていたアトランタの書店のチャプター・イレブンでマネージャーをしていた。2人のあいだには息子のヒューゴ・ジェームズ・ウェンツェル（Hugo James Wentzel, 1999年）が生まれた。その後2人は離婚し、彼女は2007年にジョン・ジョセフ・"ジェイ"・ケリー（John Joseph "Jay" Kelly）と再婚した。2人には別の息子のエロール・カーター・ケリー（Errol Carter Kelly）がいる。
1990年後半からのカーターは公な抗議活動に参加したりインタビューに応じることはなく、控えめな姿勢を保っている。このジョは父が設立した人権と外交を提唱するカーター・センターの顧問団の一員である。